# Band of Gypsys
Band of Gypsys är ett livealbum av Jimi Hendrixs ihopsamlade band Band of Gypsys, släppt i april 1970. Det spelades in 31 december 1969 och 1 januari 1970 på Fillmore East i New York.

## Låtlista
Alla låtar är skrivna av Jimi Hendrix där inget annat angives.
1. "Who Knows" - 9:32
2. "Machine Gun" - 12:32
3. "Changes" (Buddy Miles) - 5:10
4. "Power To Love" - 6:53
5. "Message of Love" - 5:22
6. "We Gotta Live Together" (Buddy Miles) - 5:46

## Medverkande
- Jimi Hendrix - elgitarr, sång
- Buddy Miles - trummor, sång
- Billy Cox - basgitarr